# Nesles-la-Montagne
Nesles-la-Montagne és un municipi francès situat al departament de l'Aisne i a la regió dels Alts de França. L'any 2007 tenia 1.156 habitants.

## Demografia

### Població
El 2007 la població de fet de Nesles-la-Montagne era de 1.156 persones. Hi havia 413 famílies de les quals 70 eren unipersonals (4 homes vivint sols i 66 dones vivint soles), 120 parelles sense fills, 206 parelles amb fills i 17 famílies monoparentals amb fills.
La població ha evolucionat segons el següent gràfic:
Habitants censats

### Habitatges
El 2007 hi havia 437 habitatges, 419 eren l'habitatge principal de la família, 14 eren segones residències i 4 estaven desocupats. 432 eren cases i 2 eren apartaments. Dels 419 habitatges principals, 367 estaven ocupats pels seus propietaris, 50 estaven llogats i ocupats pels llogaters i 2 estaven cedits a títol gratuït; 12 tenien dues cambres, 47 en tenien tres, 137 en tenien quatre i 222 en tenien cinc o més. 346 habitatges disposaven pel capbaix d'una plaça de pàrquing. A 159 habitatges hi havia un automòbil i a 233 n'hi havia dos o més.

### Piràmide de població
La piràmide de població per edats i sexe el 2009 era:
| Homes | Edats   | Dones |
| ----- | ------- | ----- |
| 4     | 95 o +  | 0     |
| 0     | 90 a 94 | 0     |
| 0     | 85 a 89 | 0     |
| 8     | 80 a 84 | 0     |
| 12    | 75 a 79 | 28    |
| 16    | 70 a 74 | 20    |
| 12    | 65 a 69 | 20    |
| 16    | 60 a 64 | 20    |
| 16    | 55 a 59 | 16    |
| 56    | 50 a 54 | 40    |
| 40    | 45 a 49 | 36    |
| 44    | 40 a 44 | 52    |
| 44    | 35 a 39 | 40    |
| 32    | 30 a 34 | 52    |
| 48    | 25 a 29 | 28    |
| 20    | 20 a 24 | 40    |
| 36    | 15 a 19 | 36    |
| 36    | 10 a 14 | 68    |
| 52    | 5 a 9   | 32    |
| 48    | 0 a 4   | 24    |

## Economia
El 2007 la població en edat de treballar era de 770 persones, 586 eren actives i 184 eren inactives. De les 586 persones actives 541 estaven ocupades (280 homes i 261 dones) i 46 estaven aturades (22 homes i 24 dones). De les 184 persones inactives 61 estaven jubilades, 68 estaven estudiant i 55 estaven classificades com a «altres inactius».

### Ingressos
El 2009 a Nesles-la-Montagne hi havia 427 unitats fiscals que integraven 1.235,5 persones, la mediana anual d'ingressos fiscals per persona era de 19.770 €.

### Activitats econòmiques
Dels 20 establiments que hi havia el 2007, 8 eren d'empreses de construcció, 4 d'empreses de comerç i reparació d'automòbils, 2 d'empreses de transport, 1 d'una empresa d'hostatgeria i restauració, 2 d'empreses de serveis, 1 d'una entitat de l'administració pública i 2 d'empreses classificades com a «altres activitats de serveis».
Dels 9 establiments de servei als particulars que hi havia el 2009, 2 eren paletes, 1 guixaire pintor, 3 fusteries, 1 lampisteria, 1 electricista i 1 perruqueria.
L'únic establiment comercial que hi havia el 2009 era una adrogueria.
L'any 2000 a Nesles-la-Montagne hi havia 15 explotacions agrícoles.

## Equipaments sanitaris i escolars
El 2009 hi havia una escola elemental.

## Poblacions més properes
El següent diagrama mostra les poblacions més properes.